# Арик (остановочный пункт)
Ари́к — остановочный пункт Минераловодского региона Северо-Кавказской железной дороги. Расположен на линии Котляревская — Муртазово, у посёлка Псынашхо в Терском районе Кабардино-Балкарской Республики. Остановочный пункт имеет 2 низкие платформы.

## Сообщение по остановочному пункту
По состоянию на март 2019 года по станции курсируют следующие поезда пригородного сообщения:
| Пригородное | Пригородное                    | Пригородное | Пригородное                    |
| № поезда    | Маршрут движения               | № поезда    | Маршрут движения               |
| ----------- | ------------------------------ | ----------- | ------------------------------ |
| 6407        | Владикавказ — Минеральные Воды | 6408        | Минеральные Воды — Владикавказ |
| 6439        | Владикавказ — Минеральные Воды | 6440        | Минеральные Воды — Владикавказ |